# 石原伸晃
石原 伸晃（1957年4月19日—），日本政治家，自由民主黨黨員。出身於神奈川縣逗子市。歷任規制改革擔當大臣、國土交通大臣、自由民主黨政務調查會長、自由民主黨幹事長、環境大臣等要職。近未來政治研究會（石原派）會長。

## 生平
畢業於慶應義塾大學文學部社會學科（專攻都市社會學），畢業後，進入日本電視台工作，成為專門負責報道大藏省、外務省、首相官邸新聞的政治部記者。1989年退社，1990年參加眾議院選舉當選，並且之後連續8次當選眾議院議員。
歷任行政改革擔當大臣兼規制改革擔當大臣、國土交通大臣兼觀光立國擔當大臣等政府要職。在自由民主黨內曾擔任政務調查會長，屬於山崎派。現任日本OP帆船協會會長、自由民主黨東京都連合會會長、TOKYO自民黨政經塾的責任人。2008年和2012年都曾參加自民黨總裁選舉，不過最終均落選。2012年大選之後從山崎拓手上接任近未來政治研究會會長，成為「石原派」領袖，之後又被任命為第二次安倍內閣的環境大臣兼原子能防災擔當大臣。
2016年1月 經濟財政擔當相的甘利明辭職後，擔任了第3次安倍改造內閣，後任內閣府特命擔當大臣（經濟財政政策）。

## 家族
石原伸晃的父親石原慎太郎是日本著名保守派政治家，前任東京都知事；其叔父石原裕次郎是日本1950年代至1980年代傑出的演員和歌手；其二弟石原良純是演員、氣象預報員；三弟石原宏高也是自民黨籍的眾議院議員；四弟石原延啟是個畫家。

## 荣誉

### 外国勋章奖章
- 荣誉军团军官勋章（法国，2018年6月1日于东京颁发[2]）

## 外部連結
- 石原伸晃官方網站 （页面存档备份，存于）

| 官衔              | 官衔                                    | 官衔            |
| ----------------- | --------------------------------------- | --------------- |
| 前任： 長濱博行   | 環境大臣 第19代：2012年—2014年          | 繼任： 望月義夫 |
| 前任： 創設       | 原子能防災擔當大臣 第1代：2012年—2014年 | 繼任： 望月義夫 |
| 前任： 扇千景     | 國土交通大臣 第2代：2003年—2004年       | 繼任： 北側一雄 |
| 前任： 橋本龍太郎 | 規制改革擔當大臣 第2代：2001年—2003年   | 繼任： 金子一義 |
| 議會席位          |                                         |                 |
| 前任： 盐崎恭久   | 衆議院法務委員長 2005年—2006年          | 繼任： 七條明   |
| 政党职务          |                                         |                 |
| 前任： 大島理森   | 自民黨幹事長 第45代：2011年—2012年      | 繼任： 石破茂   |
| 前任： 中川昭一   | 自民黨政務調查會長 第49代：2007年       | 繼任： 谷垣禎一 |